# Henthapi
Henthapi (ḫn.t-ḥp, „Ápisz zenésze”) ókori egyiptomi királyné volt, aki az I. dinasztia idején élt. Neve egyetlen, jóval későbbi feliraton fordul elő, így alakja a legendák ködébe vész, létezése nem bizonyított.
Az egyiptológusok még mindig vitatják Henthapi kilétét. Az abüdoszi I. dinasztiabeli sírok közt talált pecséteken nem szerepel, csak a palermói kő említi, amely Narmertől Noferirkaréig listázza az uralkodókat és mindegyikük anyját. Henthapi neve mellett semmilyen cím nem szerepel, csak az, hogy anya. A kairói töredéken talált feliraton Dzser fáraó anyjaként szerepel. Joyce Tyldesley szerint Hór-Aha felesége lehetett, Silke Roth szerint azonban Henthapi férje I. Teti, akit Szakkarában és a torinói királylistán említenek; utóbbin azt írják, csak 1 évig és 45 napig uralkodott.
Henthapi nevének jelentése „Ápisz zenésze”, ami arra utalhat, vallási-kultikus szerepet is betölthetett. A bikaistenhez fűződő kapcsolata utalhat a királyok „anyjának bikája” címére is.